# Шестопалов, Пётр Архипович
Пётр Архипович Шестопалов (20 августа 1929 ― 23 сентября 2014) ― советский и российский передовик строительной отрасли, общественный деятель, участник трудового фронта Великой Отечественной войны, почётный гражданин города Биробиджана (2012).

## Биография
Родился 20 августа 1929 года в Биробиджане. В 1943 году после завершения обучения в семи классах школы, поступил на работу токарем в Биробиджанскую машинно-тракторную мастерскую объединения «Сельхозтехника». Вытачивал болванки для мин. Работал по 12-14 часов, оставался ночевать в цеху, чтобы утром, не теряя времени, приступить к работе.
После окончания войны трудился рабочим на предприятии «Дорожное строительство». Возводил в составе бригады бараки для многочисленных переселенцев, потом начали строить двухэтажные деревянные дома.
В апреле 1950 года был призван в ряды Советской Армии. После демобилизации в 1953 году вернулся в родной город. Устроился работать штукатуром на Биробиджанской текстильно-швейной фабрике. В 1958 году перевёлся в УНР-254 строительного треста «Биробиджанстрой», возглавил бригаду штукатуров-маляров. Работал на многих стройках города. Заочно обучался в Хабаровском строительном техникуме, который окончил в 1962 году.
Возглавляемая им бригада, принимала активное участие в строительстве многих жилых домов, общежитий, трех детских садов, двух школ, детской областной больницы, медицинского училища, объектов гражданской обороны, подстанций, административных зданий и рабочих цехов заводов Силовых трансформаторов и «Дальсельмаш», многих других объектов, как в городе, так и в населенных пунктах региона. Все объекты возводились в срок и с высоким качеством. Его общий стаж работы в строительстве составил 55 лет. Им пройден путь от штукатура до начальника участка, работал и бригадиром, и мастером, и старшим прорабом.
Выйдя на пенсию, продолжил работать и 15 лет отработал машинистом в МУП «Водоканал».
Являлся членом городского Совета ветеранов, активно работал в городской ветеранской организации. Проводил огромную работу по гражданско-патриотическому воспитанию молодежи. Выступал с лекциями перед студентами, школьниками и учащимися профессиональных училищ Биробиджана. Активно участвовал в работе ветеранской организации ОАО «Биробиджанстрой».
В свободное время занимался поисковой работой. На городской научно-практической конференции «Историю города пишут ветераны» в 2012 году представил исследование о родословной своей семьи в развитии истории города, начиная с XIX века.
23 июля 2012 года решением депутатов Биробиджанской городской Думы удостоен звания "Почётный гражданин города Биробиджана".
Проживал в городе Биробиджане. Умер 23 сентября 2014 года. Похоронен в родном городе.

## Награды и звания
- два ордена Трудового Красного Знамени (1966, 1984)
- Ветеран труда
- другими медалями
- Почётный гражданин города Биробиджана (23.09.2014)